# مرشح الوريد الأجوف السفلي

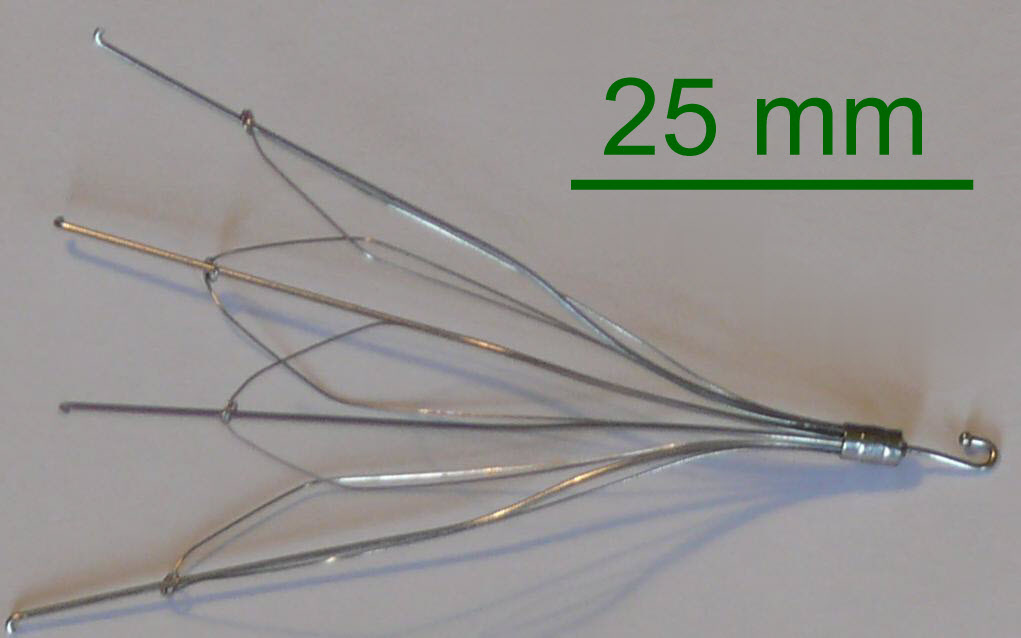
مرشح الوريد الأجوف السفلي - توليب غونثر.

مرشح الوريد الاجوف السفلى أو كما يسمى مرشح IVC، وهو نوع من التصفية للاوعية الدموية.و هو جهاز طبى مزروع بواسطة الأطباء الجراحين في الوريد الأجوف السفلى لمنع الصمات الرئوية المميتة
مرشح الوريد الاجوف السفلى يستخدم في حالات منع استعمال مضادات تجلط الدماء.. أو فشلها أو وجود مضاعفات لمضادات تجلط الدماء للمرضى الذين لديهم مرض انسداد«تجلط» الوريد الخطى أو يعانون من خطوره شديدة من انسداد الرئة

## مكان وضع المرشح
يعلق المرشح بالجدار الداخلى للأوعية أي انها تركب في أوعية الدماء الكبيرة في القدم. كانت مرشحات الوريد الاجوف السفلى IVC توضع بواسطة الجراحة ولكن بتغير التصميم استطاعوا ان يوضعها من خلال الفخذ من خلال انبوبة رفيعه ام قسطرة ومن خلال المرشحات الحديثة والمتقدمة والتي تستطيع ان تضغط داخل قسطرة أرفع ام الوصول إلى نظام الاوردة عن طريق الوريد الفخدى (و هو أكبر وريد في الفخذ) أو الوريد الوداجي (أكبر وريد في الرقبة) أو اوردة الذراع وكل ذلك من خلال تصميم واحد واختيار المسار يتم تحديده غالبا عن طريق كمية ومكان الدم المتجلد في نظام الاوردة ولكى يتم وضع المرشح يتم توجيه القسطره من خلال فلوسكوب توجيهى (يستخدم اشعه توجيه) يثم يتم يدفع المرشح من خلال القسطرة ونشرها في المكان المراد عادة باسفل الوصلة بين الوريد الاجوف السفلى والوريد الكلوى السفلى
يتم عرض صوره مقطعية للوريد الاجوف السفلى قبل عمليه دفع المرشح لقياس الاختلافات التشريحية المحتملة، والجلطات داخل الوريد الاجوف السفلى وأيضا لتقدير قطر الوريد. ويفضل ان توضع بناء على التوجيه بواسطه الموجات فوق الصوتية في حالات وجود حساسية أو قصور كلوى أو عندما يراد ان يكون المريض ثابتاً حجم الوريد الأجوف السفلى يمكن أن يؤثر في اختيار المرشح.. فبعض المرشحات (مثل عش الطيور) يتم الموافقة عليها لاستعاب أكبر أوردة هناك بعض الحالات التي يوضع بقا المرشح أعلى الوريد الكلوى (مثل المرأة الحامل أو الإناث في سن الولادة أو حالات جلطات الوريد الكلوى أو الغدد التناسلية) وأيضا ان كان هناك ازدواجية في الوريد الجوفى الأسفل يوضع المرشح بأعلى التقاء الورديان أو يوضع مرشح لكل وريد منهما

## دواعي الاستعمال
توضع معظم المرشحات للأسباب التالية.
- فشل مضادات تجلط الدم، على سبيل المثال تطور الجلطات (الإصابة بجلطات الاوردة العميقة) أو الصمات الرئوية (بي) على الرغم من مضادات تجلد الدم الكافية.
- موانع الاستعمال لمضادات تجلط الدم، مثل المريض الذي يعانى من خطورة استخدام البولي ايثيلين والذي يجعلهم عرضه للنزيف، مثل نزيف في المخ، أو مريض على وشك الخضوع لعملية جراحية كبرى
- الجلطات الكبيرة في الوريد الأجوف أو الأوردة الحرقفي
- المرضى الذين يعانون من خطوره من استخدام البولى ايثلين

## استراجاع المرشح
معظم مرشحات الوريد الاجوف السفلى دائمة، لكن هناك بعض المرشحات المتوفره الآن التي بمكن استرجاعها المرشحات القابلة للاسترجاع يتم تزويدها بجهاز (متفاوتة من طراز إلى آخر)يسمح بسحبها مره أخرى من خلال قسطرة(تقريبا مثل الغلاف) وإزالتها من الجسم، غالبا من خلالالوريد الوجدانى.
في السابق، كانت المرشحات التي بقيت في الوريد الاجوف السفلى لمده اقل من ثلاثه اسابيع كانت مناسبه لمحاولة استراجعها لذلك لان المرشحات التي بقيت لمدة أطول من ذلك يمكن ان يحدث لها تضخم بواسطه خلايا جدار الوريد ومحاولة استراجعها يمكن أن يزيد من خطورة اصابة الوريد إذا تم ازالة المرشح في التصميمات الحديثة والتطويرات التقنية يمكن ان تترك المرشحات لفترات طويلة ثم استراجعها بعد عام من زرعها ومن امثله التصميمات التي يمكن استرجعها ِمرشحات
ALN، Bard G2، Bard G2x، Option, Tulip، Celect،

## الأنواع التجارية لمرشحات الوريد الاجوف السفلى
- مرشح بى براون Tempofilter للوريد الاجوف السفلى (يمكن استرجاعه)
- مرشح بى براون VenaTech LGM للوريد الاجوف السفلى (غير متوفر للبيع)
- مرشح بى براون VenaTech LP للوريد الاجوف السفلى
- مرشح بارد G2x IVC (يمكن استرجاعه، يمكن اسكانه لوقت غير محدود)
- مرشح بارد G2 (يمكن استرجاعه)
- مرشح كوك جيانتوركو Roehm Bird's Nest للوريد الاجوف السفلى (دائم)
- مرشح كوك غونتر توليب (يمكن استرجاعه)
- مرشح كوك Celect (يمكن استرجاعه)
- مرشح كورديس OptEase للوريد الاجوف السفلى (يمكن استرجاعه، يمكن اسكانه لمده 23 يوم)
- مرشح كورديس TrapEase للوريد الاجوف السفلى
- مرشح موبين - ايدين Umbrella للوريد الاجوف السفلى (غير متوفر للبيع)
- مرشح ألن للوريد الاجوف السفلى (قابل للاسترجاع)
- مرشح ريكس الطيبة Option للوريد الاجوف السفلى (قابل للاسترجاع)
- مرشح رافئيل الطبية SafeFlo للوريد الاجوف السفلى (للاستخدام الدائم)

## وصلات خارجية
- مرشحات IVC—emedicine.com
- مرشحات IVC نسخة محفوظة 12 ديسمبر 2012 at Archive.is—كلية الطب ويسكونسن
- IVC مرشحات الوريد الاجوف السفلى—GPnotebook.co.uk
- تاريخ غرينفيلد لازار ومرشح له—الاختراع والتكنولوجيا